# オレたちヒーロー
オレたちヒーローは、2003年10月4日から2004年3月27日まで毎日放送ラジオ（MBSラジオ）で放送されていたラジオ番組。

## 概要
2003年3月まで放送していた「オレたちやってま〜す」の後を受け番組開始。
番組テーマは「出演者の2人がさまざまなヒーローのプロデュースを行ったり、出演者がヒーローになる」というもの。同じく放送開始となった「オレたちのヒロイン」とは、公開収録イベントやスペシャルウィークの学力テストなど、多数の連動企画を行った。
放送当時に吉岡美穂がCM出演していたアデランスの一社提供番組。番組ノベルティーはアデランスから発売されている薬用シャンプー。また、濱口優がアデランスで体験レポートを行う、という企画も行われた。
出演者の2人は番組終了後に「ヤングパーク」に出演。競演は吉岡美穂が「ゴチャ・まぜっ!金曜日」を産休降板するまで続いた。

## 出演者
- 濱口優（よゐこ）
- 吉岡美穂
- ティーチャーマッスル（コーナーレギュラー、ミスターマッスルのパロディーキャラで、声は同様に幸野善之が担当）

## コーナー
おたよりプロデュース
ふつおたのコーナー。
ヒーロージャーナル/ヒーロー哲学
毎週異なるテーマを取り上げ、濱口優と吉岡美穂の2人が討論するコーナー。番組途中でコーナー名が「ヒーロー哲学」に変更となった。
流行常識知っとこ
ティーチャーマッスルが常識クイズを出題し、濱口優と吉岡美穂の2人がそれに答えるコーナー。